# Чакунте, Дора
Дора Мериама Чакунте (фр. Dora Meiriama Tchakounté; род. 23 марта 1995, Яунде) — французская тяжелоатлетка. Чемпионка Европы 2022 года, призёр чемпионатов Европы 2021 и 2024 годов. Участница летних Олимпийских игр 2020 года. 

## Биография
Дора родилась 23 марта 1995 года.

## Карьера
В 2010 году приняла участие в отборочном турнире на I летние Юношеские Олимпийские игры в Сингапуре, заняв 9-е место в весовой категории до 58 килограммов.
В 2012 году на молодёжном чемпионате Европы в весовой категории до 58 килограммов заняла четвёртое место с результатом 171 кг (79 + 92).
На чемпионате мира 2014 года в весовой категории до 58 кг в рывке подняла 87 килограммов, а толкнула 100 кг и заняла итоговое 24-е место. На юниорском чемпионате мира в том же году завоевала бронзу, подняв в сумме 183 кг, что на 4 килограмма меньше результата чемпионата мира. Спустя год на том же турнире она показала результат на 3 кг выше, но стала только четвёртой.
На чемпионате мира 2015 года подняла в двух упражнениях 88 и 102 килограмма, став в итоге 23-й.
На чемпионате Европы 2016 года улучшила свои результаты, подняв в сумме 194 килограмма и стала шестой. На Университетском чемпионате в том же году стала пятой, подняв 195 кг.
Впервые за 200 кг Дора сумела поднять на чемпионате мира 2018 года (95 + 108). Она стала тринадцатой.
В новом году появились новые категории, и французская тяжелоатлетка стала участвовать в категории до 59 кг. В 2018 году Дора Чакунте улучшила свой результат прошлогоднего чемпионата мира на один килограмм, став седьмой в итоговом рейтинге. В том же году на чемпионате мира стала 12-й, подняв 206 кг (92 + 114).
В апреле 2021 года на Чемпионате Европы в Москве, французская тяжёлоатлетка в олимпийской весовой категории до 59 кг, с результатом 210 килограммов стала бронзовым призёром чемпионата Европы. В упражнении "толчок" с весом на штанге 115 кг она завоевала малую бронзовую медаль, а в упражнении "рывок" с весом 95 килограммов она взяла малую серебряную медаль.
На чемпионате Европы 2022 года в Албании французская спортсменка стала чемпионкой в весовой категории до 59 килограммов. Её результата по сумме двух упражнений составил 213 килограммов.
В феврале 2024 года на чемпионате Европы в Софии Дора завоевала серебряную медаль по сумме двух упражнений с результатом 215 кг. В упражнении рывок она была третьей (98 кг).